# 摩羅多迪曹國家體育場
柬埔寨國家體育場（意为“輝煌遺產國家體育場”）是一座位於柬埔寨金邊水净华区的足球和田徑場。它是摩羅托德佐國家體育園區的主體育場。

## 興建
包括主體育場在內的摩羅托德佐國家體育園區是為了柬埔寨主辦2023年東南亞運動會而興建的。體育園區於2013年4月開始興建，主體育場於2017年8月開始興建。體育場的動土典禮於2017年4月4日舉行。中國政府為由中國建築集團負責興建的體育場提供了11億元人民幣（約合 1.6 億美元）的援助。大約340名中國工程師和240名柬埔寨工人和技術人員參與了建設。2019年1月，座椅安裝完成。